# Rene Mandri
Rene Mandri (Jõgeva, comtat de Jõgeva, 20 de gener de 1984) és un ciclista estonià que fou professional del 2006 al 2012.

## Palmarès
- 2004
  - 1r a la Bourg-Arbent-Bourg
- 2006
  -  Campió d'Estònia sub-23 en contrarellotge
  - 1r al Gran Premi de Saint-Étienne Loire
  - 1r al Tour del Pays Roannais
- 2006
  - 1r a Les Monts du Lubéron - Trofeu Luc Leblanc
- 2011
  - Vencedor d'una etapa al Tour de Bretanya
- 2012
  - 1r al SEB Tartu GP
  - Vencedor d'una etapa a la Volta a Lleó
- 2013
  - Vencedor d'una etapa al Tour del Pays Roannais

### Resultats al Giro d'Itàlia
- 2008. Abandona (6a etapa)
- 2010. Abandona (11a etapa)

### Resultats a la Volta a Espanya
- 2007. 24è de la classificació general